# Lamington-Nationalpark
Der Lamington-Nationalpark (engl. Lamington National Park) liegt im Südosten des australischen Bundesstaates Queensland an der Grenze zu New South Wales. Der Park wurde im Juli 1915 gegründet und gehört zu den in der UNESCO-Liste des Weltnaturerbes stehenden Gondwana-Regenwälder Australiens.

## Geologie
Die Landschaft des Lamington-Parks ist das Resultat geologischer Veränderungen, die im Paläozoikum vor mehr als 225 Millionen Jahren begannen, als sich der Kontinent Pangaea in zwei Kontinente teilte, in Laurasia und Gondwana.
Vor 120 Millionen Jahren zerbrach Gondwana. Südamerika und Afrika separierten sich und anschließend Madagaskar und der Subkontinent Indien. Die australische Platte stieß vor 65 bis 70 Millionen Jahren auf die Antarktische Platte und driftete nordwärts. Kleine Plattenteile bewegten sich in östlicher Richtung und daraus entstanden Neuseeland und Neukaledonien.
Während die australische Platte jährlich etwa 5 bis 7 Zentimeter nordwärts driftete, bewegte sie sich über einen Hotspot. Über dem Hotspot driftete das Gebiet von Lamington vor 20 bis 23 Millionen Jahren. Vulkane entstanden, wie am Focal Peak in der Nähe des Mount Barney. Der Focal Peek wurde später von der Lava eines großen Vulkans überdeckt, der sich über dem heutigen Mount Warning befand. Zahlreiche Eruptionen erfolgten und Lava floss bis in das Gebiet von Lismor in New South Wales im Süden und Tambourine im Norden. Im Gebiet um Binna Burra lagerte sich Vulkanasche ab und Rhyolith-Gestein. Durch Erosion der Lava entstanden fruchtbare Boden, während die aus Rhyolith erodierten Böden weniger fruchtbar sind. Als die Vulkantätigkeit endete, floss Wasser über das entstandene Gestein, das sich in die Oberfläche eingrub und es entstanden Wasserfälle, tiefe Schluchten, unterschiedliche Bergspitzen und schroffe Felsen.
Heute liegen die Folgen der geologischen Veränderung weitestgehend unter pflanzlichem Grün. Tamborine, Springbrook, Beechmont und Lamington bilden die Relikte der Nordflanke eines Vulkans. Der Kraterrand zeigt sich als Überbleibsel am Mount Warning. Das Tweed Valley, das durch starke Erosion entstand, zeigt den Rest einer verwitterten Caldera der Ostflanke des alten Vulkans. Die südlichen Klippen von Lamington setzen sich bis nach New South Wales in einem großen Kreis fort und markieren das Ende des Vulkankraters.

## Flora und Fauna
Der etwa 206 km² große Nationalpark ist der größte subtropische Urwald Australiens. Es gibt über 500 Wasserfälle und eine üppige subtropische Flora und Fauna. Besonders groß sind hier die Vorkommen von Pennantsittichen, Königssittichen und Gelbohrkakadus.
Er ist nach Charles Cochrane-Baillie, 2. Baron Lamington benannt.